# Escritura Bannai

Bannai, Isfahán siglos XV/XVI, Corán - Sura 112 al-Ikhlāṣ

La escritura Bannai, banna'i o bannā’ī, también llamada escritura ma‘qelī, es una forma de escritura propia de la caligrafía islámica. Se utilizó principalmente en Irán para inscripciones arquitectónicas. Es un tipo de escritura cúfica angular, con formas geométricas como cuadrados, rombos, rectángulos, líneas paralelas y cruzadas. La base de la escritura Bannai son las direcciones horizontal y vertical de las líneas, que tienen el mismo grosor y llenan completamente la forma geométrica.
Esta forma de escritura tiene su origen en la técnica Banna'i de decoración edificios mediante el uso de ladrillos y azulejos, desarrollada en Siria e Irak en el siglo VIII, y que se extendió luego a Irán, Anatolia y Asia Central.

## Nombre
La palabra ma‘qelī tiene dos pronunciaciones. Una es mo‘aqqelī, que alude al pensamiento y reflexión requeridos por el calígrafo al trazar esta escritura. La otra es ma‘qelī, derivada de ma‘qel (con el mismo patrón que mahfel, "reunión"), de raíz persa, que significa "muro", "fortaleza" o "refugio elevado". La palabra bannā’ī también tiene dos formas válidas de pronunciación: banā’ī o benā’ī, que vinculan esta escritura con los edificios (banā significa construcción), y bannā’ī, que la atribuye a los arquitectos (bannā, constructor), probablemente quienes idearon esta escritura.

## Historia

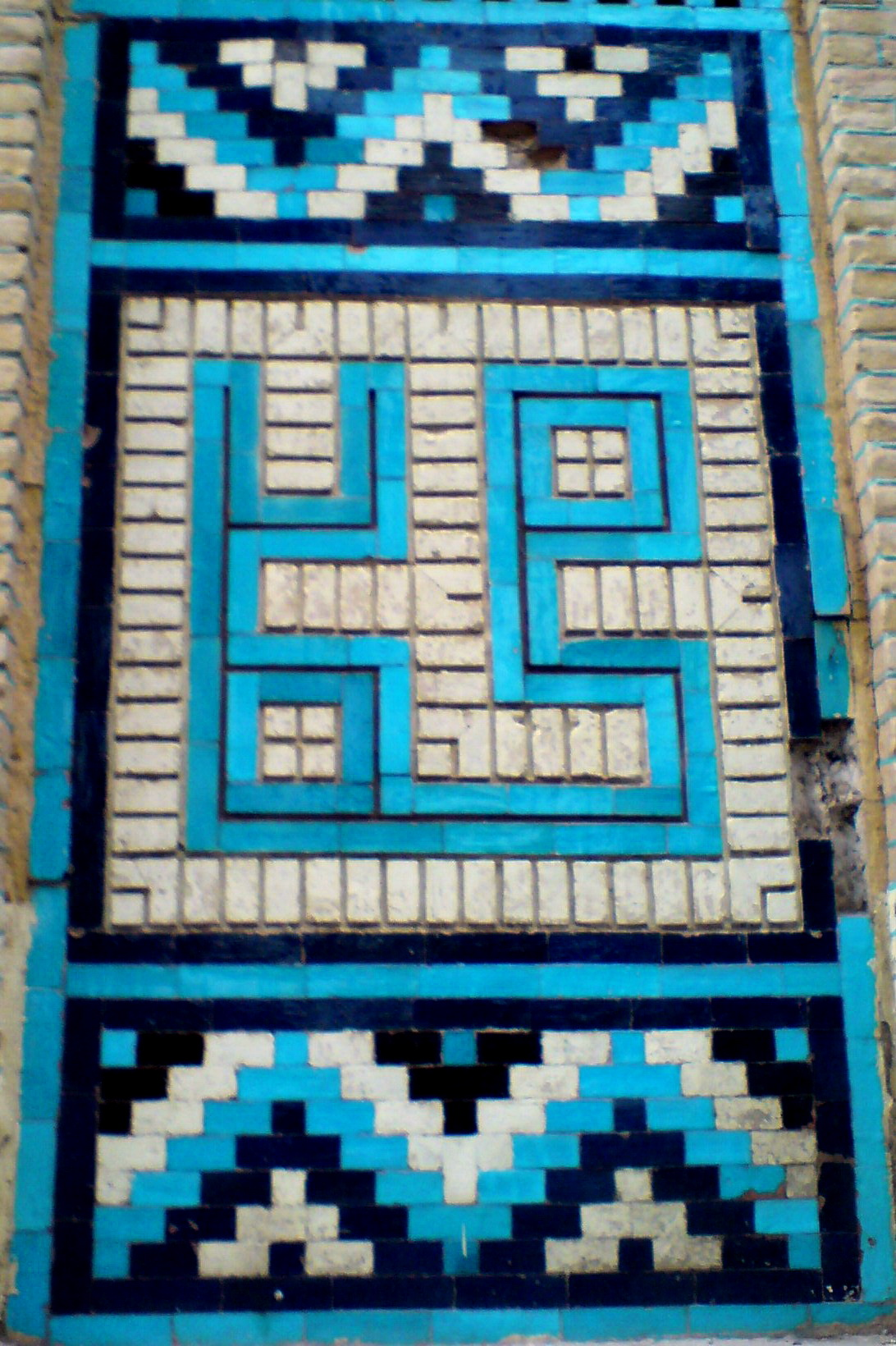
Caligrafía cúfica Bannai con el nombre del profeta del Islam, Mahoma, en el muro del mausoleo de Muhammad Mahruq en Nishapur, Irán.

La escritura bannā’ī deriva del cúfico, una forma antigua que surgió con el Islam. A partir del siglo V de la hégira, el cúfico dejó de usarse como escritura principal del Corán y comenzó a utilizarse principalmente en inscripciones arquitectónicas y encabezados de libros religiosos.
Aunque los motivos ma‘qelī tienen raíces preislámicas, fueron desarrollados por los iraníes para la decoración arquitectónica. La escritura ma‘qelī o bannā’ī aparece en la ornamentación de edificios tras el periodo selyúcida, especialmente en mezquitas, y luego evoluciona durante el Iljanato y el Imperio timúrida —época de florecimiento de la caligrafía iraní—, llegando a aplicarse en las superficies interiores y exteriores de edificios religiosos, en los pórticos posteriores, laterales de los arcos, y cuerpos circulares de los alminares.
La escritura bannā’ī se utiliza extensamente en la arquitectura de ladrillo y la cerámica vidriada, debido a que su trazo recto y angular se adapta mejor que otras escrituras llenas de curvas y adornos, y armoniza con los materiales constructivos principales en Irán: el ladrillo y el azulejo. Aunque en raras ocasiones se han producido obras sobre papel, su uso principal ha sido arquitectónico. 
Hoy en día, debido a su potencial decorativo, se emplea como base para el diseño de alfabetos modernos, así como en otros campos del diseño gráfico. Algunos artistas contemporáneos han adaptado el cúfico, combinándolo con otros estilos caligráficos para diseñar carteles, logotipos, membretes y otros elementos gráficos.
La escritura bannā’ī se aplica también en arquitectura, artesanía, diseño gráfico, decoración interior, diseño de patrones y hasta en la localización cultural de interfaces web. El ejemplo más reconocido es la frase «Allāhu Akbar» («Dios es el más grande») que aparece repetida en el borde de la bandera de Irán.
El azulejo ma‘qelī es un tipo de cerámica ornamental compuesta de piezas pequeñas que se colocan una junto a otra para formar el diseño. La combinación de cerámica y ladrillo evita la expansión y contracción que daña los esmaltes, minimizando así su desprendimiento o fragmentación. Se usan líneas rectas en ejes verticales y horizontales, o diagonales de 45 grados, además de patrones en forma de tablero de ajedrez. Estos azulejos también se utilizan en la escritura cúfica bannā’ī.
Se pueden ver ejemplos diversos de escritura ma‘qelī en monumentos antiguos como el patio de la Mezquita de Goharshad en Mashhad, el mausoleo de Sheikh Safi al-Din en Ardabil, el santuario de Muhammad Mahruq en Nishapur y muchos otros edificios históricos y religiosos en Irán y países vecinos. También aparece en ornamentaciones contemporáneas como en la ampliación del santuario del Imán Reza y en el mausoleo de Imāmzādeh Sāleh en Tajrish, Teherán.
El maestro Mehdi Panjepur es uno de los pocos expertos que, además de dominar la arquitectura y la cerámica tradicional iraní, puede leer, escribir y ejecutar la caligrafía bannā’ī. Es hijo del maestro Ali Panjepur. También destaca el maestro Hamidreza Keshavarz Miyandashti, especializado en tipografía de khatt-e bannā’ī. No solo restaura cerámicas dañadas con inscripciones en esta escritura, sino que ha diseñado numerosos carteles basados en ella.